# Liste der Bischöfe von São Tomé und Príncipe
Die Liste der Bischöfe von São Tomé und Príncipe stellt die Reihe der Bischöfe des Bistums São Tomé und Príncipe vor.
- Diego de Ortiz de Vilhegas (31. Januar 1533–24. September 1540, dann Bischof von Ceuta)
- Bernardo da Cruz OP (24. September 1540–28. April 1553, zurückgetreten)
- Gaspar Cao OESA (6. Juli 1554–17. Februar 1572, gestorben)
- Martinho de Ulhoa OCist (25. Januar 1578–1592, zurückgetreten)
- Francisco de Villanova OFM (17. Februar 1592–25. Dezember 1602, gestorben)
- Antonio Valente OP (30. August 1604–1608, gestorben)
- Jeronimo Quintanilla OCist (21. Februar 1611–1614, gestorben)
- Pedro de São Agostinho Figueira de Cunha Lobo OSA (26. Oktober 1615–16. Mai 1620, gestorben)
- Francisco do Soveral OSA (5. Oktober 1623–8. Februar 1627, dann Bischof von Angola und Kongo)
- Domingos de Assumpção OP (1. März 1627–Oktober 1632, gestorben)
- Manoel a Nativitate do Nascimento OSH (16. April 1674–1677, gestorben)
- Bernardo de Santa Maria Zuzarte de Andrade CRSA (30. August 1677–1680, gestorben)
- Sebastião de São Paulo OFM (9. Juni 1687–1690, gestorben)
- Timóteo do Sacramento OSP (2. Januar 1693–17. Dezember 1696, dann Bischof von São Luís do Maranhão)
- Antonio da Penha de Franca OAD (5. November 1699–1702, gestorben)
- João de Sahagún, OAD (22. Juli 1709–1730, gestorben)
- Leandro a Pietate OAD (3. September 1739–1740, gestorben)
- Tomas Luis da Conceição OAD (26. November 1742–1744, gestorben)
- Ludovico Das Chagas OSA (15. Dezember 1745–1747, gestorben)
- António Nogueira (29. Januar 1753–1758, gestorben)
- Vicente do Espirito Santo OAD (1. März 1779–17. Dezember 1782, dann Prälat von Goiás)
- Domingo a Rosario OP (16. Dezember 1782–1788, gestorben)
- Rafael de Castello de Vide OFM (12. September 1794–17. Januar 1800, gestorben)
- Cayetano Velozo OFM (24. Mai 1802–September 1803, gestorben)
- Custodio de Santa Ana d’Almeida OAD (26. Juni 1805–23. März 1812, gestorben)
- Bartholomeu de Martyribus Maya OCD (8. März 1816–10. November 1819, dann Prälat von Mosambik)
- Moisés Alves de Pinho CSSp (18. Januar 1941–17. November 1966, emeritiert)
- Abílio Rodas de Sousa Ribas CSSp (3. Dezember 1984–1. Dezember 2006, emeritiert)
- Manuel António Mendes dos Santos CMF (1. Dezember 2006–13. Juli 2022, emeritiert)
- João de Ceita Nazaré (seit 9. Januar 2024)